# Афанасьєв Олександр Миколайович
Олекса́ндр Микола́йович Афана́сьєв (*23 липня 1826, Богучар — †5 жовтня 1871) — російський фольклорист, історик, літературознавець.

## Біографія
Народився в місті Богучарі Воронезької губернії в сім'ї урядовця.
Освіту здобув у Московському університеті.
Видав збірку «Російські народні казки» (1855—63, 8 випусків), «Народні російські легенди» (1859), фундаментальну працю «Поетичні погляди слов'ян на природу» (1865—69, т. 1—3). Стояв на позиціях міфологічної школи, був послідовником Ф. І. Буслаєва. Тв.: Народные русские сказки. В 3 т. М., 1958.